# Sommelier

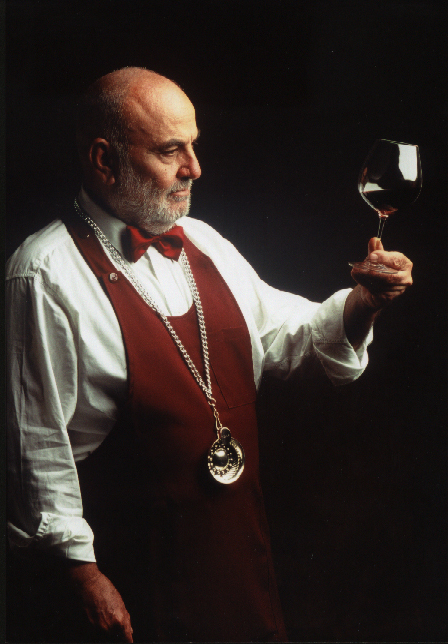
Un sommelier in grembiule, intento nell'esame visivo del vino: al collo, il caratteristico tastevin.

Il sommelier, in italiano desueto somigliere, è la figura qualificata per la presentazione e il servizio del vino.

## Generalità
Il termine "sommelier" deriva dal francese medio saumalier. In origine, il significato era conducente di bestie da soma, ma col tempo mutato in addetto ai viveri, poi in cantiniere. Ma questa ipotesi, sostenuta nel tempo a partire dai concetti proposti da Littré e Du Cange, non sembra essere la più corretta. È molto più probabile che il sommelier de vins fosse, in origine, una carica elevata della corte borgognona, derivata dal sommelier de chambre, ovvero il custode del riposo del signore. In modo analogo, in Spagna, il camarero del rey era colui che vegliava sugli appartamenti reali e, col tempo, il termine camarero finì per indicare genericamente i servitori.
Questo fenomeno mostra come da una carica elevata potessero derivare altre minori, mantenendo però lo stesso nome generico. A causa dell'influenza della corte di Filippo il Bello su quella dei Re Cattolici, si generò, a un certo punto, una duplicazione dei nomi delle cariche. Per quanto riguarda i vini, il camarero de vinos finì per trasformarsi in sumiller, termine che in Spagna continua a essere l'equivalente di sommelier.
La figura del sommelier è diversa da quella dell'assaggiatore di vino, seppure sono comuni la degustazione professionale di un vino nonché la conoscenza e la cultura dei vini. L'assaggiatore si focalizza sul giudizio tecnico e sulla qualità del vino: in particolare, è addestrato per rilevare e giudicare gli eventuali difetti presenti o la conformità all'eventuale disciplinare o modello produttivo/territoriale. Invece, il sommelier integra l'assaggio con la presentazione, il servizio e l'abbinamento del vino. A differenza di una degustazione eseguita da un assaggiatore, che deve esclusivamente utilizzare dei termini codificati, il sommelier deve sapere "raccontare" (cioè "comunicare") un vino, ovvero, in misura variabile al contesto in cui si trova, descriverlo anche in termini "lirici" (linguaggio poetico) oltre che strettamente specialistici (linguaggio tecnico).

## Evoluzione storica
Il sommelier è un professionista in grado di effettuare un'analisi organolettica delle bevande al fine di valutarne la tipologia, la qualità, le caratteristiche, le potenzialità di conservazione, soprattutto in funzione del corretto abbinamento vino-cibo.
È impiegato in molteplici realtà aziendali, ultimamente anche nella GDO. Nei ristoranti si occupa della selezione dei prodotti, in accordo con la direzione della struttura, della redazione e dell'aggiornamento della lista dei vini nonché della gestione della cantina. Nella sala ristorante consiglia ai clienti il giusto vino da abbinare alle preparazioni dello chef. Cura il servizio dei vini stessi e di tutte le bevande alcoliche. Il sommelier non serve l'acqua, compito demandato esclusivamente ai camerieri.
Il sommelier professionista deve conoscere le principali regioni vitivinicole del mondo (enografia) insieme a nozioni normative (enolegislazione), la storia del vino, le tecniche colturali ed enologiche, i vitigni (ampelografia) e i vini. Inoltre, non deve trascurare la conoscenza dei distillati, dei liquori, delle birre, dei principali cocktail internazionali, della gastronomia e della cucina.
Naturalmente, chi esercita la professione di sommelier evita di assaggiare cibi troppo piccanti, perché alterano il gusto.

## Gli strumenti del sommelier

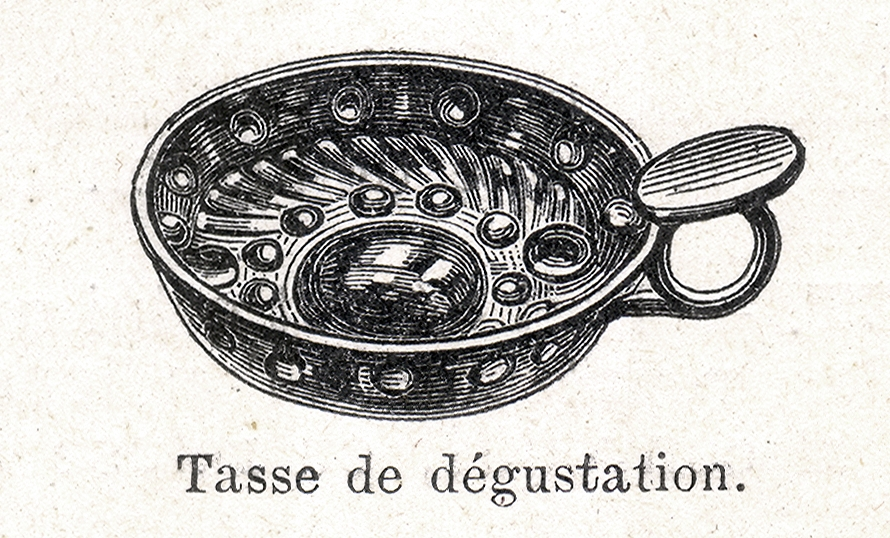
Una stampa, raffigurante il tastevin, proveniente dal "Dictionnaire encyclopédique de l'épicerie et des industries annexes" di Albert Seigneurie (1904).

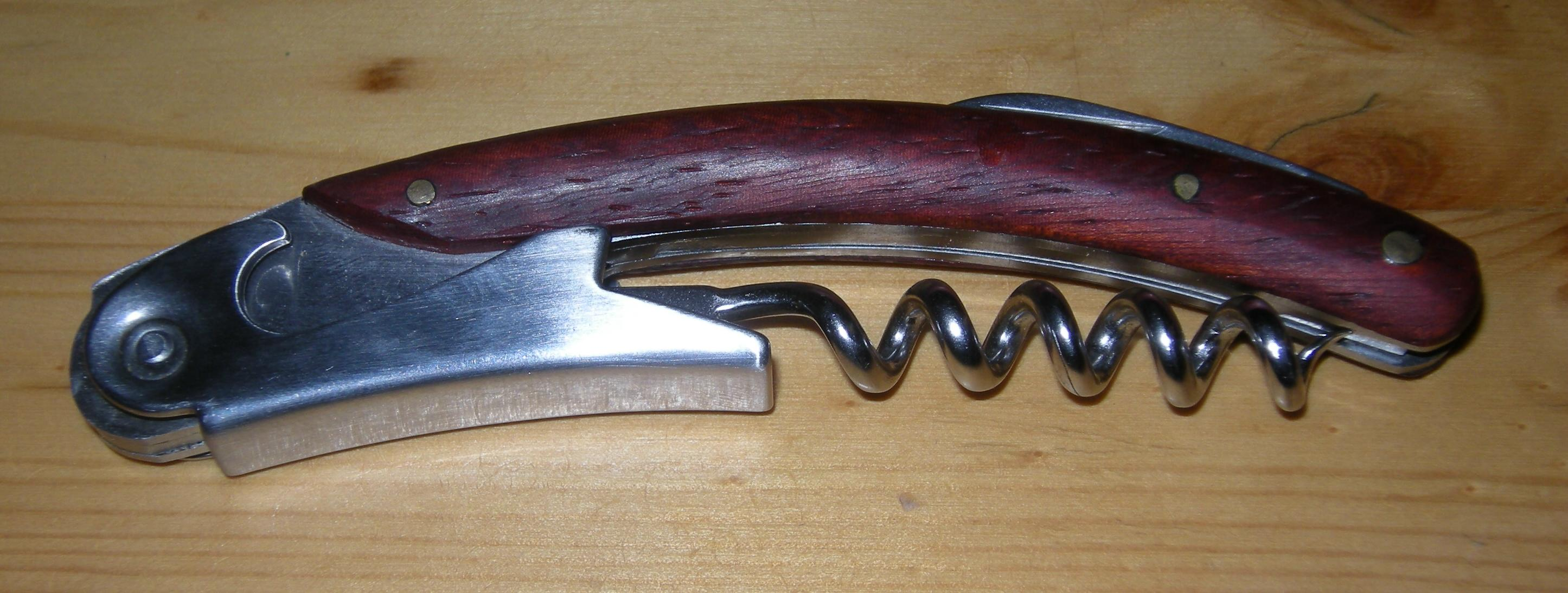
Un esempio di cavatappi usato dai sommelier.

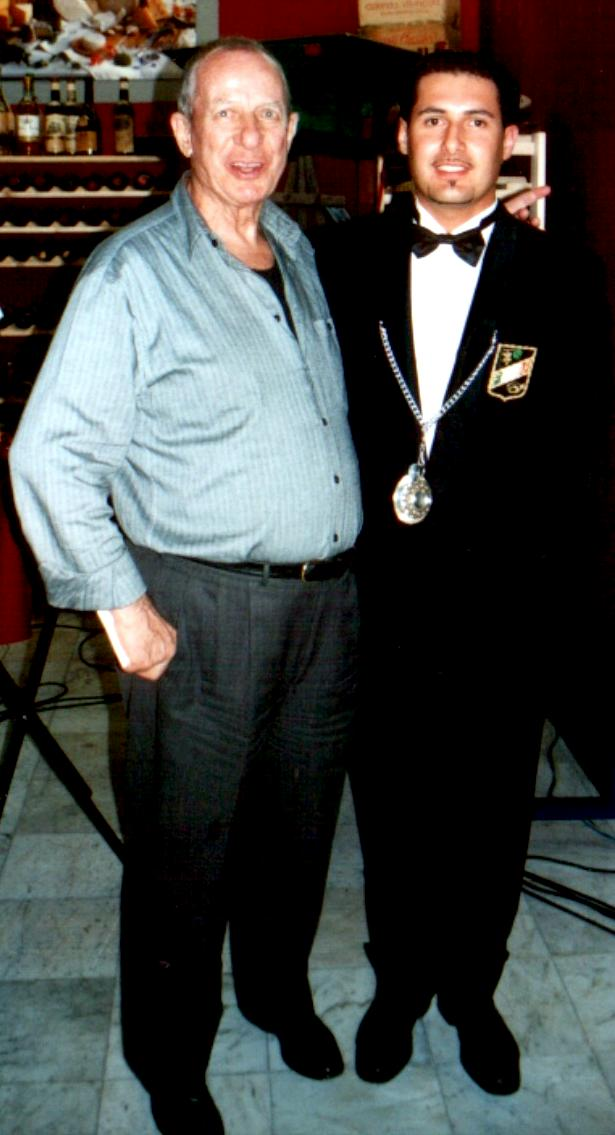
Un sommelier in smoking assieme a Luigi Veronelli.

Oltre alla fondamentale preparazione tecnica e al bagaglio d'esperienza che ogni sommelier deve possedere, vi sono alcuni accessori che risultano essere imprescindibili e fondamentali:
- Il primo è il tastevin, oramai quasi caduto in disuso come strumento tecnico, ma che non deve mancare mai al collo di ogni sommelier, in quanto, nel corso degli anni, ha assunto il valore di autentico emblema della categoria. Oggigiorno, questo accessorio è utilizzato anche per informarci se un sommelier è in servizio oppure no. Quando è in servizio, il tastevin è posizionato normalmente, quando invece il sommelier termina il suo turno (o, comunque, si prende una pausa) appende la coppa metallica al taschino della giacca: questo ci dice che quel sommelier non è, momentaneamente, "operativo".
- Lo strumento forse più importante è però il cavatappi. È con il cavatappi che il sommelier effettua l'apertura della bottiglia. Il cavatappi del sommelier deve essere di tipo tascabile, dall'estetica sobria, non particolarmente vistoso o appariscente. È dotato di lama, vite autofilettante e dente d'appoggio per l'estrazione. Questo tipo di cavatappi è disponibile in diversi materiali, ma le caratteristiche salienti rimangono comuni. Altri tipi di cavatappi (come, ad esempio, il ben noto modello casalingo, con le due caratteristiche leve d'estrazione laterali) non sono ammessi. L'eccezione alla regola, che ciascun sommelier sa di dover usare con moderazione, è rappresentata dal vecchio tirabusciòn, costituito dalla sola vite autofilettante e dal manico ad essa perpendicolare. Poiché questo strumento non ha denti d'appoggio o leve d'estrazione, è consentito (caso unico nel rigoroso codice della sommelierie) di bloccare la bottiglia stringendola tra le cosce, in modo da avere le mani libere per esercitare la necessaria forza per l'estrazione del tappo.
- Il frangino è un piccolo tovagliolo, solitamente di cotone bianco, utilizzato sia per pulire la bottiglia da eventuali residui di tappo o "lacrime" dopo la stappatura, sia per appoggiarvi la bottiglia nello spostarsi fra i tavoli e i commensali e, infine, per asciugare il collo della bottiglia dopo aver versato il vino nel calice, onde evitare la perdita di gocce.
- Un altro accessorio che non può mancare è il termometro. Per poter godere appieno le qualità di un vino, è imperativo che venga servito alla giusta temperatura, la quale varia, a seconda della tipologia del vino. Grazie al termometro (ne esistono di specifici, progettati proprio per l'uso enologico) il sommelier è in grado di valutare se una bottiglia ha la temperatura corretta o meno.
- Infine, l'ultimo elemento (non certo per importanza) è l'abbigliamento. Quando esercita le sue funzioni, il sommelier deve essere vestito secondo il codice e la tradizione richieste dalle associazioni di categoria. A seconda delle circostanze, l'abbigliamento può variare, ma sempre rispettando regole precise. L'abito più comune è lo smoking, ma, in occasioni particolari, può risultare necessaria la marsina da cerimonia. Invece, in circostanze meno formali, può essere ammesso l'uso del grembiule lungo (solitamente di colore nero, ma sono concesse delle varianti) abbinato ad una camicia bianca, scarpe e pantaloni neri e farfallino, il quale può essere nero o riprendere il colore del grembiule.

## I sommelier in Italia
Le principali associazioni professionali italiane, a livello nazionale, che si occupano di sommellerie (termine francese che denota l'arte praticata dal sommelier) sono: AIS, ASPI, ARS, FIS, FISAR, ISF, AIES, SES, SIS.

## Nuovi sommelier
Esistono moderne figure di sommelier deputate alla degustazione e al servizio di prodotti diversi dal vino. I più comuni sono gli esperti di olio, in particolare dell'olio extravergine di oliva, seguiti dagli esperti di distillati e cocktails, caffè, della birra, delle acque minerali, del tè fino ad arrivare nei tempi più moderni ad occuparsi anche del sakè.